# Under a Godless Veil
Under a Godless Veil — сьомий студійний альбом шведського гурту Draconian. Був випущений 30 жовтня 2020 року лейбом Napalm Records. Це перший альбом Draconian без басиста Фредріка Йоханссона, який вперше брав участь у записі Arcane Rain Fell (2005) та покинув Draconian у квітні 2016 року. Даніель Енгхеде виконав бас партію для цього альбому.
Музичний кліп з текстом пісні «Lustrous Heart» було опубліковано 5 травня 2020 року, а потім — «Sorrow of Sophia» 16 липня 2020 року.

## Список композицій
Автор слів Андерс Якобссон, окрім зазначених пісень, автор музики Йохан Ерікссон. 
| #     | Назва                                            | Тривалість |
| ----- | ------------------------------------------------ | ---------- |
| 1.    | «Sorrow of Sophia»                               | 7:28       |
| 2.    | «The Sacrificial Flame»                          | 7:30       |
| 3.    | «Lustrous Heart»                                 | 4:47       |
| 4.    | «Sleepwalkers» (Хайке Лангганс, Андерс Якобссон) | 6:45       |
| 5.    | «Moon over Sabaoth»                              | 5:50       |
| 6.    | «Burial Fields»                                  | 4:35       |
| 7.    | «The Sethian»                                    | 6:51       |
| 8.    | «Claw Marks on the Throne»                       | 5:42       |
| 9.    | «Night Visitor»                                  | 3:48       |
| 10.   | «Ascend Into Darkness»                           | 8:54       |
| 62:10 |                                                  |            |

## Учасники
- Хайке Лангханс (:LOR3L3I:, ISON) — вокал
- Андерс Якобссон — вокал
- Йохан Еріксон — соло-гітара, бек-вокал
- Даніель Арвідссон — ритм-гітара, вокал на пісні «The Sethian»
- Даніель Енгхеде — бас
- Джеррі Торстенссон — ударні, перкусія
- Деніел Неаго — чоловічий голос вкінці пісні «Burial Fields»

## Продюсування
Аранжування та продюсування Йохана Еріксона, додаткове аранжування смичкових інструментів у пісні «Sorrow of Sophia» Еріка Арвіндера.